# Klareberg
Klareberg är ett mindre område som ligger i stadsdelen Kärra, Göteborg på Hisingen. Klareberg är ett typiskt ställe där busschaufförer kan ta en paus, och där en större busshållplats finns som används för bussfärder till Kungälv, Angered och Göteborg. Förutom Klarebergs betydelse för Västtrafik är området en typisk plats för ridning och träning av hundar.